# Вудворд, Эд
Э́двард Га́рет «Эд» Ву́дворд (англ. Edward Gareth "Ed" Woodward; 9 ноября 1971, Челмсфорд) — английский предприниматель и инвестиционный банкир, с 2013 по 2022 год занимавший должности исполнительного директора и исполнительного вице-председателя компании Manchester United plc., управляющей футбольным клубом «Манчестер Юнайтед».

## Биография
Эд Вудворд родился 9 ноября 1971 года в городе Челмсфорд. В 1983 году он поступил в школу Брентвуд, которую закончил в 1989 году. После школы поступил в Бристольский университет для обучения физике, получив в 1993 году степень бакалавра наук. После обучения на физика Вудворд сменил направление обучения и получил в 1996 году диплом присяжного бухгалтера. После этого некоторое время Вудворд работал в компании PricewaterhouseCoopers, но в 1999 году стал инвестиционным банкиром в JPMorgan Chase. В 2005 году он был назначен консультантом Малькольма Глейзера для поглощения активов футбольного клуба «Манчестер Юнайтед». После успешного завершения сделки Вудворд покинул JPMorgan Chase и стал финансовым советником в «Манчестер Юнайтед». В 2007 году получил повышение, став директором по коммерческим операциям, создав стратегию, обеспечившую «Манчестер Юнайтед» улучшение финансовых показателей. Благодаря своей успешной работе и близкому контакту с семьёй Глейзеров Вудворд в 2013 году сменил Дэвида Гилла на посту исполнительного директора клуба. Кроме непосредственной должности исполнительного директора клуба, Вудворд входит в совет директоров «Манчестер Юнайтед».

### Исполнительный директор «Манчестер Юнайтед»
Вступив в должность 1 июля 2013 года, Вудворд стал ответственен за все аспекты деятельности футбольного клуба, включая трансферную политику. Тем не менее, по итогам первого трансферного окна «Манчестер Юнайтед» совершил только одну дорогостоящую покупку — был выкуплен контракт Маруана Феллайни из ливерпульского «Эвертона». Провал попытки подписания Андера Эрреры и неудачные переговоры по трансферам Сеска Фабрегаса и Лейтона Бейнса вызвали несколько критических материалов прессы по отношению к Вудворду. Сам Вудворд признал, что его первое трансферное окно в качестве исполнительного директора оказалось неудачным, хотя и отметил, что общественность недооценивает его усилий по согласованию нового контракта с Уэйном Руни. Несмотря на неудачную трансферную кампанию, с коммерческой точки зрения Вудворду удалось заключить успешное партнёрство с российской авиакомпанией Аэрофлот, ставшей официальным перевозчиком «Манчестер Юнайтед». Эта сделка вместе с новыми телевизионными контрактами позволили клубу добиться рекордной выручки по итогам первого финансового квартала 2014 года. В то же время при Вудворде пресс-служба «Манчестер Юнайтед» начала вести микроблог в службе Twitter в рамках новой стратегии по взаимодействию с общественностью. До этого клуб присутствовал только в Facebook, хотя другие конкуренты по АПЛ уже присутствовали в популярной службе микроблогов.
В зимнее трансферное окно Вудворду удалось оформить сделку по переходу Хуана Маты из лондонского «Челси» для улучшения нестабильной игры «Манчестер Юнайтед» в первой половине сезона, побив при этом трансферный рекорд клуба. По итогам сделки исполнительный директор клуба отметил, что в летнее трансферное окно 2014 года клуб будет готов потратить до £150 млн для усиления позиций клуба, гарантировав главному тренеру Дэвиду Мойесу и болельщикам клуба формирование состава, способного бороться за трофеи. Несмотря на неудовлетворительные результаты клуба в футбольных турнирах, Manchester United plc. удалось увеличить показатели выручки по итогам второго финансового квартала 2014 года на 19 % за год. Тем не менее, рекордное приобретение Хуана Маты не помогло «Манчестер Юнайтед» улучшить свою позицию в чемпионате Англии, и Эд Вудворд принял решение уволить главного тренера Дэвида Мойеса. Это решение было раскритиковано бывшим капитаном «Манчестер Юнайтед» Роем Кином, обвинившим Вудворда в невыполнении своей работы по привлечению высококлассных игроков. По итогам третьего финансового квартала 2014 года Вудворд заявил, что «Манчестер Юнайтед» продолжает бить собственные рекорды выручки, и клуб вернётся к борьбе за трофеи в сезоне 2014/2015. Для достижения этой цели исполнительный директор клуба заключил контракт с голландским специалистом Луи ван Галом.
20 апреля 2021 года было объявлено, что Вудворд покинет пост исполнительного директора «Манчестер Юнайтед» в конце 2021 года. Это решение связывают с провалом идеи участия «Манчестер Юнайтед» в европейской «Суперлиге».